# Ketapang / Rahadi Usmaman
Ketapang / Rahadi Usmaman är en flygplats i Indonesien. Den ligger i den västra delen av landet, 600 km nordost om huvudstaden Jakarta. Ketapang / Rahadi Usmaman ligger 14 meter över havet.
Terrängen runt Ketapang / Rahadi Usmaman är mycket platt. Runt Ketapang / Rahadi Usmaman är det ganska tätbefolkat, med 56 invånare per kvadratkilometer. I omgivningarna runt Ketapang / Rahadi Usmaman växer i huvudsak städsegrön lövskog.